# Guy Chambelland
 (février 2013).
Si vous disposez d'ouvrages ou d'articles de référence ou si vous connaissez des sites web de qualité traitant du thème abordé ici, merci de compléter l'article en donnant les références utiles à sa vérifiabilité et en les liant à la section « Notes et références ».
Guy Chambelland, né à Dijon le 5 décembre 1927 et mort à Cerisiers (Yonne) le 13 janvier 1996, est un poète et éditeur français.
Il a fondé et dirigé les revues Le Pont de l'Épée (82 numéros de 1957 à 1981) et Le Pont sous l'Eau (8 numéros de 1987 à 1995). En 1969, il lance également Poésie 1 avec Jean Breton.
Découvreur de poètes contemporains: Yves Martin, Dominique Joubert, Marie-Françoise Prager, Jean Rousselot, Pierre Albert-Birot, Jean Breton, Jean-Claude Izzo, Roger Kowalski, Patrice Cauda, Denis Clavel, Pierre Chabert, Daniel Hachard, il a aussi réédité des œuvres introuvables ou oubliées de poètes  Jules Laforgue, Louise Labé, Jean Cocteau, Charles d’Orléans et Ernest d'Hervilly.
Il manifesta contre la torture pendant la guerre d’Algérie. Il publia, de 1971 à 1976, le journal Vallée de la Cèze pour dénoncer la spéculation immobilière dans la région de Goudargues, dans le Gard, où il vécut de 1963 à 1986.

## Biographie
Guy Chambelland nait dans une famille bourgeoise, aîné de 3 enfants. Il fait des études de Lettres qui le mènent à une carrière d’enseignant, successivement à Chaumont (Haute-Marne), Tarare, Saint-Maur-des-Fossés, Aire-sur-l'Adour, Bougie, et Belvès.
En 1955, en poste en Algérie, à Bougie, il est mobilisé.  Son premier recueil de poésie La Claire Campagne est publié en 1955 chez l’imprimeur Talantikit.
En avril 1957, Guy Chambelland quitte toute autre activité, en particulier l’enseignement, pour se consacrer à l’édition de poésie. C'est à Dijon, d'abord au 11 rue du Bourg, où la presse à pédale sur laquelle sont imprimés les numéros 1 à 19 de la revue Le Pont de l'Épée est installée dans le grenier, puis dans un hangar de banlieue, où il part tous les matins à bicyclette.
En 1963, il s'installe dans le hameau de La Bastide de Goudargues, dans le Gard. L'imprimerie suit à La Bastide, puis part à Bagnols-sur-Cèze au 9 rue Rivarol. Elle reviendra finalement à La Bastide, dans une nouvelle maison plus au bout du hameau, devenu dans les années 1970 un village de résidences secondaires.
À la fin des années 1960, Guy Chambelland lance la revue Poésie I avec Michel Breton et Jean Breton. Ils animent ensemble la Librairie St Germain-des-Prés, au 184 du Boulevard du même nom, où se déroulent de nombreuses rencontres poétiques.
En 1975 et 1976, il organise au Festival d’Avignon les Rencontres poétiques d’Avignon, où les poètes du Pont de l’Épée sont lus par Emmanuelle Riva, Avron et Évrard, Michel Lonsdale, Daniel Gélin.
Parallèlement à ses activités d’éditeur, critique et animateur de poésie, il mène bataille contre la spéculation immobilière autour de Goudargues. Il fonde en 1971 le Comité de défense de la vallée de la Cèze, qui a son organe de presse Vallée de la Cèze (1971-1976, 15 numéros). Il se présente même aux élections municipales de Goudargues en 1974, il est battu par le maire sortant.
Les années 1980 voient le retour en Bourgogne, en bordure de forêt d’Othe, dans une maison du Hameau du Fays, à Cerisiers. C’est l’époque de nouvelles librairies parisiennes, à la fois lieux de vente, galeries et lieux de rencontre, successivement au 35, rue Saint-Georges, au 23, rue Sainte-Croix-de-la-Bretonnerie, au 77, boulevard Richard-Lenoir et enfin au 23, rue Racine.  Le 81e et dernier numéro du Pont de l’Épée  paraît en 1983. Une nouvelle revue, le Pont sous l’eau, verra le jour en 1988, et aura 8 numéros jusqu’à 1995. De 1958 à 1995, outre la poésie des anciens et des modernes, les revues seront le véhicule de critiques et de polémiques, qui constituent un témoignage véhément de la vie poétique française de la deuxième moitié du vingtième siècle. La polémique sera encore au cœur de deux gazettes : l’Insolent et l’Anarque (1989-1992) .
Il écrit son dernier recueil Barocco Metrico en 1994 dans la maison du Fays. Bien que le numéro 1 de la collection "Les Cahiers du Pont sous l'eau" lui soit réservé, le recueil ne sera publié qu’après la mort du poète le 13 janvier 1996.

## Œuvre poétique
- La Claire Campagne, Aux Nouveaux Horizons, Paris, 1954. Réédité chez Talantikit, Bougie, 1955
- Visage, Belvès, 1957
- Protée ou l’Ange du Visible, Au chien qui fume, Dijon, 1958
- Pays, Armand Henneuse, Lyon, 1961
- L’Œil du Cyclone, José Millas-Martin, 1963. Réédité avec La Mort la Mer, Coll. Poésie-Club, 1966
- Limonaire de la Belle Amour, illustration de Louttre, Éditions Saint Germain des Prés, 1967
- La Mort la Mer, illustration de Marc Petit, Poésie-Club, 1966
- Courtoisie de la Fatigue, Guy Chambelland, 1971
- Noyau à Nu, poèmes critiques, Éditions Saint Germain des Prés, Coll. Poésie pour Vivre / Le Pont de l’Épée, Paris, 1977
- Requiem pour une femme bleue, sous le pseudonyme de Jean Sannes, gravure d’André Mathiau, Éditions du Pont de l’Épée, 1977
- Les Dieux Les Mouches, illustraé par Lars Bo, Éditions Saint Germain des Prés, 1988
- Ricercare, sous le pseudonyme d’Edmond Carle, Le Pont sous l’Eau, 1993
- Barocco Metrico, illustration de Gustave Singier, Les Cahiers du Pont sous l’Eau, 1997
- L’Ire de la Rame, anthologie poétique, La Bartavelle, 1997